# Toxosiphon trifoliatus
Toxosiphon trifoliatus là một loài thực vật có hoa trong họ Cửu lý hương. Loài này được (Pilg.) Kallunki miêu tả khoa học đầu tiên năm 1992.